# Cmentarz w Wielistowie
Cmentarz w Wielistowi – niewielki ewangelicki cmentarz wiejski dla miejscowości Wielistowo. Znajduje się niecał kilometr na południe od miejscowości w lesie.
Ostatnie pochówki miały miejsce po 1945 roku. Cmentarz zrujnowany, obecnie zabezpieczony drewnianą barierką. Na cmentarzu kilka kamiennych płyt nagrobnych.